# Bertel Nyberg
Bertel Bernhard Nyberg, född 28 maj 1882 i Borgå, död 8 mars 1968 i Helsingfors, var en finländsk etnolog och barnskyddsman. Han var bror till Mikael och Paul Nyberg.
Nyberg blev student 1902, filosofie kandidat 1910, filosofie magister 1914, filosofie licentiat 1931 och filosofie doktor 1932. Han var 1912–1918 överlärare vid den statliga uppfostringsanstalten Kotiniemi i Filpula, förestod 1919–1921 Centralen för barnskydd i Helsingfors och var 1920–1922 kommunal barnavårdsinspektör i Helsingfors. Han var 1922–1945 generalsekreterare i Hem åt hemlösa barn och fortsatte sedan föreningen döpts om till Rädda Barnen som dess verkställande direktör 1945–1955. Han var verksam även inom flera andra inhemska och utländska barnskyddsorganisationer, bland annat i Stiftelsen Barnens dag, där han var en av grundarna och initiativtagaren till nöjesparken Borgbacken i Helsingfors. 
Nyberg utgav flera böcker om barn och barnskydd – vid sidan av den etnologiska avhandlingen Kind und Erde (1931) – bland annat verket Lapsi kautta vuosisatojen (1929), en skildring av barnets historia från antiken till vår tid. Han publicerade även några skönlitterära arbeten på svenska, bland annat diktsamlingen Yrskum (1917, under pseudonymen Sten Storm). Boken om vårt land, av morfadern Zacharias Topelius, utgav Nyberg med nystavning 1907 och 1911. Han tilldelades kansliråds titel 1953.